# Lake Hamilton
Lake Hamilton es un pueblo ubicado en el condado de Polk en el estado estadounidense de Florida. En el Censo de 2010 tenía una población de 1.231 habitantes y una densidad poblacional de 115,28 personas por km².

## Geografía
Lake Hamilton se encuentra ubicado en las coordenadas 28°2′57″N 81°37′37″O / 28.04917, -81.62694. Según la Oficina del Censo de los Estados Unidos, Lake Hamilton tiene una superficie total de 10.68 km², de la cual 8.13 km² corresponden a tierra firme y (23.84%) 2.55 km² es agua.

## Demografía
Según el censo de 2010, había 1.231 personas residiendo en Lake Hamilton. La densidad de población era de 115,28 hab./km². De los 1.231 habitantes, Lake Hamilton estaba compuesto por el 63.36% blancos, el 24.86% eran afroamericanos, el 0.49% eran amerindios, el 0.81% eran asiáticos, el 0% eran isleños del Pacífico, el 8.29% eran de otras razas y el 2.19% pertenecían a dos o más razas. Del total de la población el 13.4% eran hispanos o latinos de cualquier raza.